# ハロクアドラトゥム・ワルスビイ
ハロクアドラトゥム・ワルスビイ (ハロクアドラタム・ウォルズビイ、Haloquadratum walsbyi) は、特徴的な形状を持つ高度好塩菌の一種。薄っぺらい四角形のタイル状の細胞形状を持つ。高濃度のNaCl環境に適応し、世界中の塩湖や潮にまみれた砂に分布する。
1980年にシナイ半島の紅海沿岸の塩湖より発見された。特徴的な形状から顕微鏡下で比較的簡単に見つけられるが、培養は困難を極め、2004年に初めて培養に成功するまで生態は20年以上にわたって不明であった。2007年に正式に記載され、生育環境と形状、発見者に因み、Halo+quadratum（塩+正方形） Walsbyi（発見者Anthony Walsby）と命名された。
生育環境は中性の高塩環境（至適NaCl濃度3.3M）。塩湖などで比較的広く見つけられる。加えて高濃度（最高2M）の塩化マグネシウム環境にも耐性が有り、塩田などで海水が濃縮され、完全に無菌になる直前まで繁殖する。
形状は郵便切手にも例えられる、厚み0.1-0.2μm、一辺2-5μmの正方形。鞭毛があり、運動性を持つ。複数の細胞が集まり碁盤の目のようになったシート状の群体を形成することがある。細胞内には泡のようなものが見えるが、これは光化学反応を効率よく起こすための浮力調整用ガス胞と、蓄積したPHB（ポリ-3-ヒドロキシ酪酸）である。
- ゲノムサイズ - 3,179,361bp（主ゲノム3,132,494bp、プラスミド46,867bp）。ORFは2,646箇所。